# タリアータ

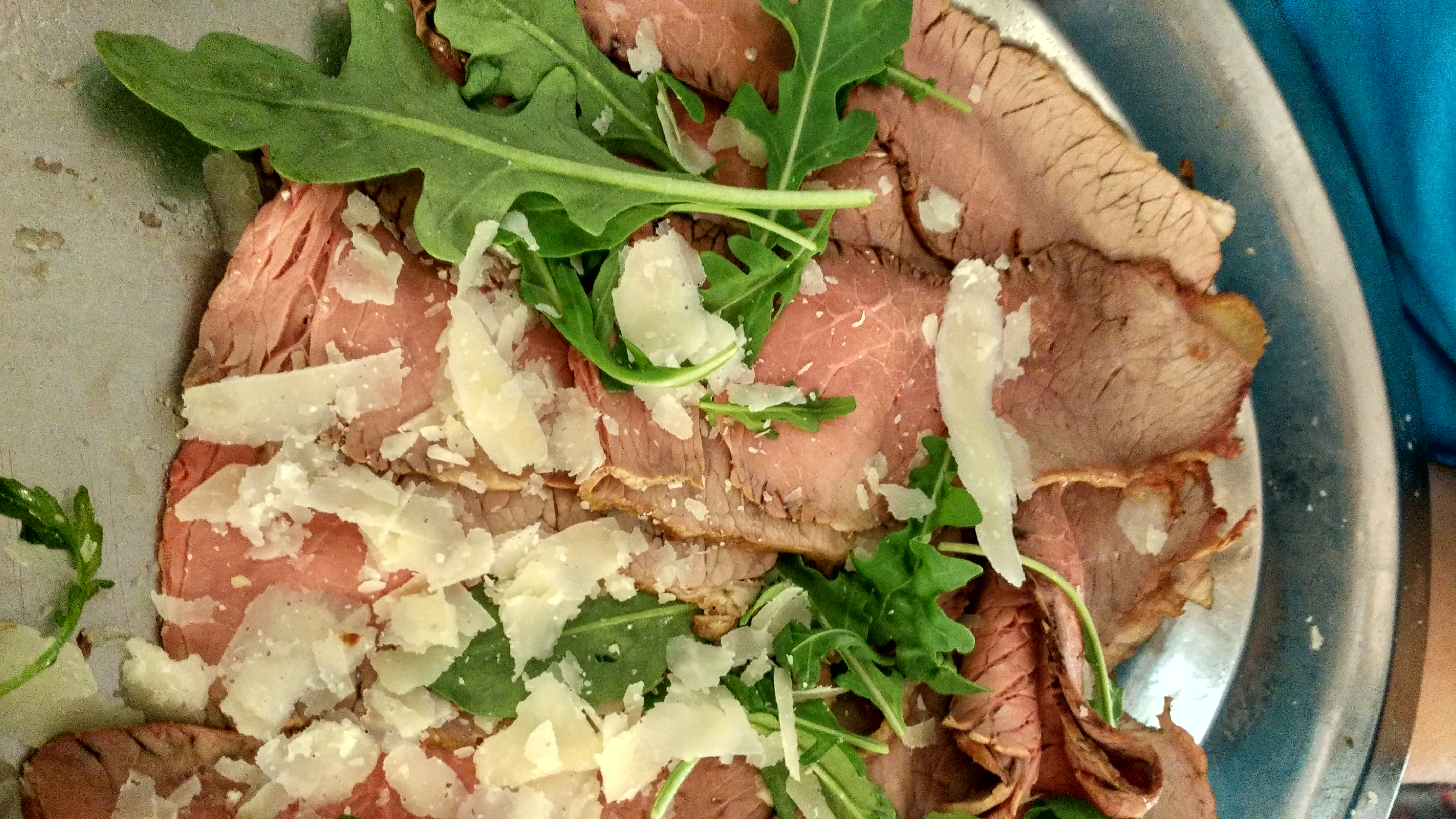

タリアータ、タリアッタ（イタリア語: tagliata）は、イタリア・トスカーナ地方の名物料理。牛肉のタリアータ（イタリア語: tagliata di manzo）を指すことが多い。セコンド・ピアットに分類される料理である。

## 概要
「タリアータ」は「切った」、「薄く切った」という意味であり、焼いた牛肉を切って提供される料理である。バルサミコ酢のソースや削ったパルミジャーノ・レッジャーノをかけ、野菜類と共に食べる。
タリアータ・コン・ルッコラ
ルッコラを乗せたもの。
タリアータ・コン・フンギ・ポルチーニ
ポルチーニ茸を乗せたもの。

## 歴史
1973年にトスカーナ州ピサのシェフであるセルジオ・ロレンツィ (Sergio Lorenzi) が、古くから存在する牛肉料理ビステッカ・アッラ・フィオレンティーナを再解釈して考案した。
ロレンツィはミラノのレストランで修業した後、ピサのトスカーナ料理専門のレストランで料理長として働き、1970年に独立してレストラン「セルジオ」 (Sergio) を開業すると、1973年に「牛肉のタリアータ」 (tagliata di manzo) と名付けた料理を初めて提供する。1978年にセルジオはミシュランの星を獲得したうえ、1980年代初頭には牛肉のタリアータのレシピは広まっており、この地域のほぼすべてのレストランが提供するようになっていた。やがて、牛肉のタリアータは世界で最も有名なトスカーナ料理の1つとなった。
以上のような経緯があるが、もっと古い時代にタリアータの起源を求める説がある（ただし、これらについては公式な文書は確認されていない）。
- 肉が好きなアレッツォの貴婦人が、馬から落ちて手首を脱臼したため、カット済みのビステッカを求めたのが起源。
- マレンマ（英語版）の牛飼い（ブッテロ（英語版））たちが大きな肉片を調理し、個々に切り取っていたことが起源。

## 類似する料理
ローストビーフとの違い
タリアータは表面を焼いて肉の塊の中心までは火を通さないが、ローストビーフは中心まで火を通す。
ビステッカとの違い
ビステッカは肉を切らずに提供されるが、タリアータは肉を切って提供される。